# Album amicorum van Jeanne van Horne
Het Album amicorum van Jeanne van Horne is een vrouwenalbum amicorum en liedboek dat toebehoorde aan Jeanne van Horne. Het album – met bijdragen die zijn aangebracht tussen ongeveer 1600 en 1611 – is gevat in een rijk geborduurde band. Het album amicorum van Jeanne van Horne wordt bewaard in de Koninklijke Bibliotheek in Den Haag onder signatuur KW 121 C1.